# ダレン・バーネット
ダレン・チャールズ・バーネット（Darren Barnet、1991年4月27日 - ）は、アメリカの俳優。Netflixシリーズ『私の”初めて”日記』でパクストン・ホール・ヨシダ役を演じたことで知られている。

## 生い立ち
ダレン・チャールズ・バーネットは1991年4月27日、ロサンゼルスで生まれた 。母親はスウェーデンと日本の血を引き、父親はドイツとチェロキーの血を引いている。バーネットの祖父はスウィングのミュージシャン、チャーリー・バーネットである バーネットには姉が1人と妹が1人いる。。

## 経歴
12歳の時、バーネットと母親はフロリダ州オーランドの郊外に移った。バーネットは2009年にドクター・フィリップス・ハイスクールを卒業し、ラクロスのチームキャプテンを務めた。彼は2013年にベリー・カレッジを卒業し、演劇や短編映画に出演した。5歳の頃から彼は俳優になりたいと思っていたが、本格的に活動し始めたのは大学に進学してからだった。英語の他に、日本語と日常会話程度のスペイン語を話し、フランス語も学んでいる。

## キャリア
2013年に卒業後、バーネットは俳優としてのキャリアを追求するためにロサンゼルスに戻った。ソウルサイクルのサンセット大通り店でバイクのアテンダントおよびフロントデスクのアソシエイトとして働いていた。 彼は2015年5月にカリフォルニア州の不動産免許を取得した。俳優デビューは2017年。
2017年には、バーネットはテレビ番組『This Is Us』、『S.W.A.T.』、および『クリミナル・マインド』にエピソード出演した。
2018年には、バーネットはBrat tv制作のFacebook Watch限定のストリーミングテレビシリーズ『Turnt』でHot Seth役を演じた。同じ年、彼はLifetimeのテレビ映画『Instakiller』で脇役を務め、これが映画デビューとなった。
2019年には、バーネットはNetflixのシットコム『ファミリー・ストーリー 〜これみんな家族なの?〜』でエピソード出演した。
2020年4月、バーネットはNetflixのティーンコメディドラマストリーミングテレビシリーズ『私の"初めて"日記』において、主人公デヴィ・ヴィシュワクマーの恋人であるパクストン・ホール・ヨシダ役として主演した。このドラマでは、デヴィを演じるマイトレイ・ラマクリシュナンとのほぼ11年に及ぶ年齢差が注目され、バーネットが番組開始時に29歳であることが指摘されたが、共同制作者であるラング・フィッシャーは、バーネットとオーディションのプロセスについて語った。彼女は番組のハートスロブを考える際、彼をただ魅力的な男性として想像していた。「ダレンは、冷淡でクールな男性であると同時に、実際に彼のオーディションでコメディの要素も非常にうまくこなしていたんです。オーディションの際には相手の年齢を尋ねることはできません。合理的な年齢だろうと仮定するしかありませんでした。彼の年齢がわかったのはシーズンが進行中で、その時に初めて知りました。彼は20歳くらいだと思っていました。そしてもう一つ言えるのは、実際に15歳の少年を見ると、彼らがハートスロブになることはないということです。彼らは小さな子どものように見えます」とも語った。『私の"初めて"日記』およびバーネットの演技は高く評価され、Netflixはシリーズが公開以来世界中で4,000万世帯に視聴されたと報告している。翌月、彼はABCとマーベルのテレビシリーズ『エージェント・オブ・シールド』 season7にウィルフレッド "フレディ" マリック役として、脇役出演した。同年、バーネットはユニバーサル・ピクチャーズ製作のダイレクトトゥビデオのセックスコメディ映画『帰ってきたアメリカン・パイ 〜アゲアゲJKニュー・ジェネレーション〜』に主演した。
2021年、バーネットはホラーコメディ映画『Untitled Horror Movie』でアンサンブルキャストの一員として主演した。この映画はプライム・ビデオ、iTunes、およびVuduで公開され、キャストの演技に対する批評家と観客からの称賛を受けた。同年7月、彼はNetflixの『私の"初めて"日記』のseason2で再びパクストン・ホール・ヨシダ役を演じ、シーズンとバーネットの演技は好評だった。また2021年11月には、Netflixのクリスマス ロマンティック・コメディ映画『ラブ・ハード』でニーナ・ドブレフおよびジミー・O・ヤンと共演した。2022年4月、バーネットはヴィクトリアズ・シークレット ピンクの初の男性ブランドアンバサダーとなり、同ブランドの「Gender Free」コレクションに起用された。同月後半には、NetflixのCGIアニメ アクションコメディシリーズ『さむらいラビット:ザ・ウサギクロニクル』で兎用心棒シリーズの主人公宮本兎の子孫である主人公ユウイチ・ウサギの声優を務めた。
2022年8月12日、Netflixで放送された『私の"初めて"日記』のseason3にも出演。主要撮影は2021年11月末から2022年2月末にかけて行われ、同年8月12日にプレミア公開された。
2023年には、Michael Leo DeAngeloの心理サスペンスドラマ映画『Apophenia』で、ティモシー・V・マーフィー、Bailey Noble、Zac Weinstein、およびYasmin Wijnaldumと共演し、プロデューサーも務めた。
2023年6月8日、Netflixで放送された『私の"初めて"日記』のSeason 4でも出演。
バーネットはNetflixのアクションアドベンチャーアニメシリーズ『BLUE EYE SAMURAI/ブルーアイ・サムライ』のシリーズレギュラーとして声を担当し、マヤ・アースキン、ジョージ・タケイ、マシ・オカ、ランダル・パーク、ケイリー＝ヒロユキ・タガワ、およびブレンダ・ソンらと声優として共演した。
2023年8月に発売したAscendant Studiosのビデオゲーム アヴェウムの騎士団『Immortals of Aveum』では、バーネットが主人公ジャックの声を担当。
また、ヤン・マーデンボローの実話に基づく伝記映画『グランツーリスモ』の悪役を演じることが発表されている。

### 映画
| Year | Title                               | Role               | Notes                      | Ref.   |
| ---- | ----------------------------------- | ------------------ | -------------------------- | ------ |
| 2020 | American Pie Presents: Girls' Rules | Grant              |                            |        |
| 2021 | Untitled Horror Movie               | Max                | Also executive producer    |        |
| 2021 | ラブ・ハード Love Hard              | タグ・アボット     |                            |        |
| 2023 | グランツーリスモ Gran Turismo       | マティ・デイヴィス |                            |        |
| 2023 | 恋するプリテンダー Anyone But You   | ジョナサン         |                            | [ 53 ] |
| 2023 | ゴジラ-1.0 GODZILLA MINUS ONE       | 敷島浩一           | 声の出演（英語版吹き替え） |        |
| 2024 | ロードハウス/孤独の街 Road House    | サム               |                            | [ 54 ] |
| 2025 | Apophenia                           | Peter              | Post-production            | [ 55 ] |

### テレビ番組
| Year      | Title                                          | Role                    | Notes                                        | Ref.   |
| --------- | ---------------------------------------------- | ----------------------- | -------------------------------------------- | ------ |
| 2017      | THIS IS US/ディス・イズ・アス                  | Young Jack              | Episode: "The Right Thing to Do"             | [ 18 ] |
| 2017      | クリミナル・マインド FBI行動分析課             | Zach Bower              | Episode: "Unforgettable"                     | [ 56 ] |
| 2017      | S.W.A.T.                                       | Corby                   | Episode: "Imposters"                         | [ 56 ] |
| 2018      | Turnt                                          | Hot Seth                | Streaming television series                  | [ 57 ] |
| 2018      | Instakiller                                    | Joey                    | Television film                              | [ 24 ] |
| 2019      | ファミリー・ストーリー 〜これみんな家族なの?〜 | Floyd                   | Episode: "Remember the First Day of School?" | [ 58 ] |
| 2020–2023 | 私の"初めて"日記                               | Paxton Hall-Yoshida     | Main role; streaming television series       |        |
| 2020      | エージェント・オブ・シールド                   | Wilfred "Freddy" Malick | 2 episodes                                   | [ 30 ] |
| 2022      | Samurai Rabbit: The Usagi Chronicles           | Yuichi Usagi            | Voice role; streaming television series      |        |
| 2023      | 髑髏島                                         | Mike                    | Voice role                                   |        |
| 2023      | BLUE EYE SAMURAI/ブルーアイ・サムライ          | タイゲン                | 声優:メインキャスト                          | [ 59 ] |

### ビデオゲーム
| Year | Title              | Role | Ref.   |
| ---- | ------------------ | ---- | ------ |
| 2023 | Immortals of Aveum | Jak  | [ 60 ] |